# Jütisch

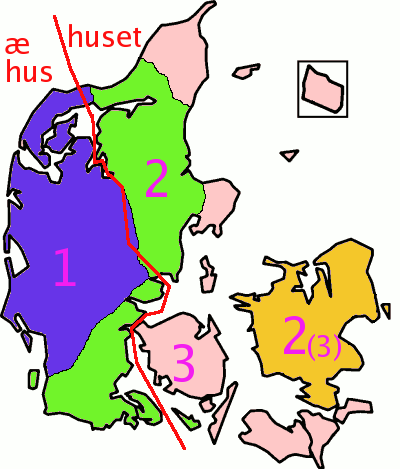
Westlich der roten Linie steht der Artikel vor dem Substantiv, östlich wird er an das Substantiv suffigiert.
Die Zahl steht für die Anzahl grammatischer Geschlechter

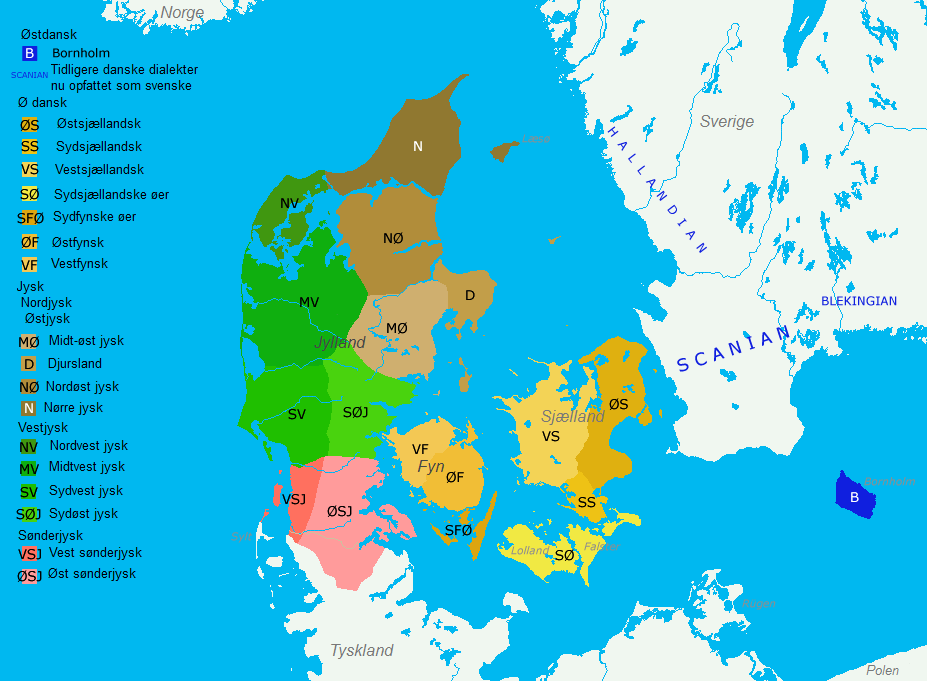
Dänische Dialekte

Jütisch oder Jütländisch, dänisch jysk, sind diejenigen dänischen Dialekte, die in Jütland gesprochen werden. Sie stehen der Gruppe der inseldänischen Dialekte gegenüber. Im weiteren Sinne bezeichnet das Wort auch die in Jütland gesprochenen regionalen Varianten oder Akzente des Standarddänischen.
Jütisch wird in drei Hauptgruppen eingeteilt; siehe die Karte:
- Südjütisch (sønderjysk) in der an Deutschland angrenzenden Region und resthaft auch in noch in Deutschland
- Westjütisch (vestjysk) in Mittel- und Westjütland
- Nordjütisch (nordjysk) in Nord- und Nordostjütland

Der Wortschatz der jütischen Dialekte wird im Jysk Ordbog („Jütisches Wörterbuch“) dokumentiert, das am Peter Skautrup Centret for Jysk Dialektforskning erarbeitet wird.